# Torre del Colle (Villar Dora)
La torre del Colle (Tor do Còl [tʊr dʊ ˈkɔl] nella variante locale della lingua piemontese) è una torre cilindrica romanica situata presso l'omonima borgata di Villar Dora, in Valle di Susa.

## Storia
La torre si trova sulle prime balze della collina della Seja, storicamente punto di vedetta della linea che, pochi chilometri ad occidente, congiunge idealmente il monte Pirchiriano al monte Caprasio. Qui si trovava il confine tra l'Italia metropolitana e le Gallie in epoca romana, e fra il regno dei Longobardi e quello dei Franchi nell'alto medioevo.
Fu probabilmente costruita tra i secoli XII e XIII e, dai documenti a noi pervenuti, risultava già presente nell'anno 1287.
Ai suoi piedi si trovano i ruderi dell'antica cappella di San Lorenzo, risalente alla stessa epoca della torre.

## Caratteristiche e funzione
La torre è alta approssimativamente 19 metri, con un diametro di 7 metri circa. È costruita con pietra locale in stile romanico ed è merlata. L'entrata è posta a metà altezza.
Essa costituiva una delle ultime opere di fortificazione allo sbocco della valle di Susa verso la pianura, e poteva ospitare una piccola guarnigione armata di presidio.